# هناگاهاولا
هناگاهاولا (به لاتین: Henagahawela) یک منطقهٔ مسکونی در سری‌لانکا است که در استان مرکزی (سری‌لانکا) واقع شده‌است.